# Rudolf Dassler
Rudolf Dassler (Herzogenaurach, 29 marzo 1898 – Herzogenaurach, 27 ottobre 1974) è stato un imprenditore tedesco, fondatore della casa d'abbigliamento sportivo Puma e fratello di Adolf Dassler, fondatore di Adidas.

## Biografia
Il fratello Adolf aveva iniziato a produrre scarpe in maniera artigianale, attività caratteristica della zona, già al suo ritorno dalla prima guerra mondiale. Nel 1924 Rudolf si unì a lui e l'azienda diventò la Gebrüder Dassler.
I fratelli Dassler si iscrissero al partito nazista lo stesso giorno, il 1º maggio 1933, e Rudolf fu tra i primi sostenitori del nazismo nel circondario.
Alla fine della guerra, opposti ormai in un vero e proprio conflitto personale, i due fratelli si divisero.
Inizialmente Rudolf decise di chiamare la propria compagnia Ruda, utilizzando le proprie iniziali. Sotto la sua guida l'azienda, che in seguito mutò il proprio nome in quello attuale, rimase una piccola compagnia di importanza provinciale; solo con l'avvento alla presidenza del figlio Armin la Puma è diventata un marchio celebre in tutto il mondo.
Rudolf Dassler è deceduto nel 1974 per un cancro ai polmoni.